# Gamera contre Viras
Pour plus de détails, voir Fiche technique et Distribution.
Gamera contre Viras (ガメラ対宇宙怪獣バイラス, Gamera tai uchū kaijū Bairasu) est un film japonais réalisé par Noriaki Yuasa, sorti en 1968.

## Fiche technique
- Titre : Gamera contre Viras
- Titre original : ガメラ対宇宙怪獣バイラス (Gamera tai uchū kaijū Bairasu?)
- Réalisation : Noriaki Yuasa
- Scénario : Nisan Takahashi
- Production : Hidemasa Nagata
- Musique : Kenjiro Hirose
- Pays d'origine : Japon
- Langue : japonais
- Genre : kaijū eiga
- Durée : 72 minutes
- Date de sortie : 1968
  -  Japon : 20 mars 1968

## Distribution
- Kōjirō Hongō : chef scout M. Shimida
- Tōru Takatsuka : Masao Nakaya
- Carl Craig : Jim Crane
- Peter Williams : Dr. Dobie
- Carl Clay : Carl Crane
- Michiko Yaegaki : fille scout
- Mari Atsumi : Junko Aoki
- Junko Yashiro : Masako Shibata
- Kōji Fujiyama : Commandant de Jietat